# Manantial de Mimir

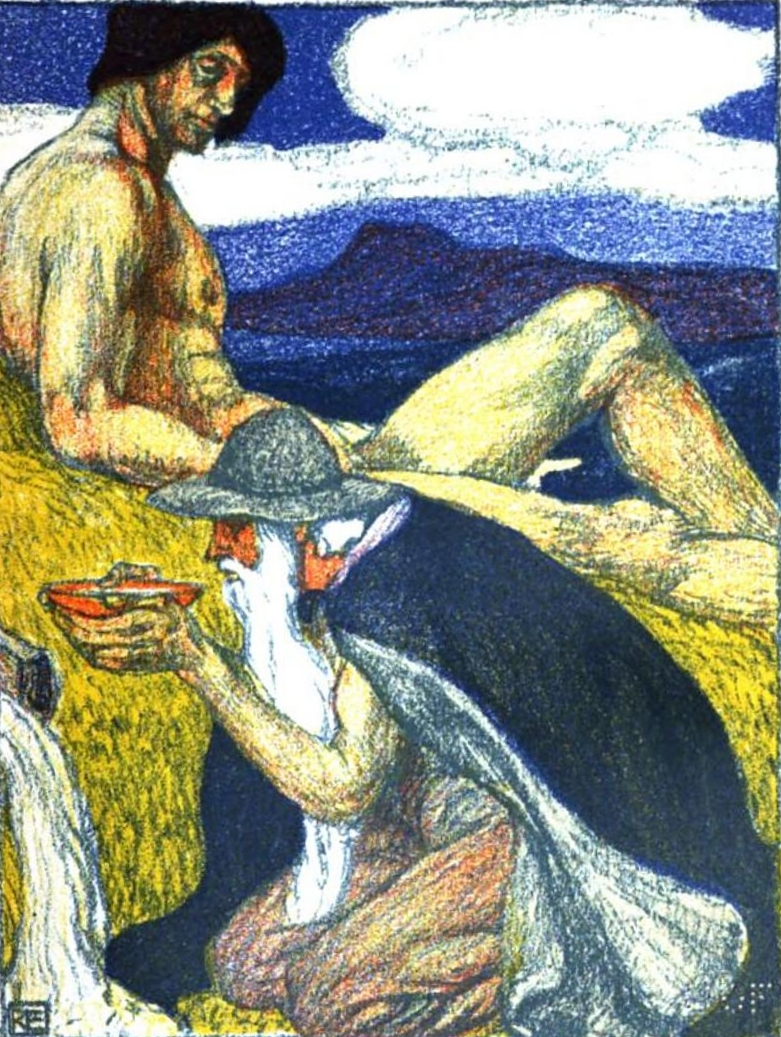
«Odín bebiendo agua del manantial».
Ilustración de Robert Engels (1866-1920) para la obra de Adolf Lange
Leyendas alemanas de dioses y de héroes
(Deutsche Götter- und Heldensagen, 1903).

El manantial de Mímir, o fuente de Mímir (en nórdico antiguo: Mímisbrunni), en la mitología nórdica, es una fuente donde se resguardaba la sabiduría y la inteligencia. Se encontraba en el centro del mundo, conforme a la cosmología de las religiones nórdicas, bajo las raíces del fresno Yggdrasil. Estaba custodiado por el gigante Mímir, al cual debe su nombre. Conforme a la narración del Edda menor, Odín tuvo que ofrecer uno de sus ojos para poder beber del manantial.

## Ubicación
El Edda menor o Edda prosaica, establece la ubicación mítica del manantial, relacionada con el árbol Yggdrasil, el cual posee tres raíces; la segunda de ellas dirige al Jötunheim y bajo ella se encuentra la fuente:

Pero bajo la raíz que da hacia los gigantes de la escarcha, se ocultan la sabiduría y la inteligencia, y se llama Mímir el que resguarda esta fuente, y se hincha de conocimientos, pues bebe de esa fuente con el cuerno Giallarhorn.
Gylfaginning. 15.

Este manantial es una de las tres fuentes mencionados por el Edda menor en la parte inferior del árbol Yggdrasil: el manantial de Urth, relacionado con el pasado y con los Aesir; el de Mímir, relacionado con la sabiduría; y el Hvergelmir, la caldera hirviente, ubicada en el centro de Niflheim y de donde fluyen los once ríos del Élivágar.
En la Ynglinga saga, se describe que tras la guerra de los Vanes contra los Aesir, Mímir es decapitado, por lo que su presencia en el mito de la fuente relaciona a ésta con el inframundo, el mundo de los muertos, otorgándole así un simbolismo ctónico.

## El manantial y Odín
En el Völuspá, la fuente es considerada el lugar de reposo del ojo de Odín, el cual es mencionado como «pago» o «prenda» (veði), lo cual es interpretado como que el dios nórdico —mencionado aquí bajo el nombre de Válfold— lo entregó a cambio de beber del manantial y así ganar su sabiduría:

Yo, Odín, lo sé todo, dónde guardas tu ojo:
en la fuente de Mímir, gloriosa, lo tienes;
hidromiel bebe Mímir cada mañana
del pago de Válfold. [...]
Völuspá. 28.